# Lieven Maesschalck
Lieven Maesschalck (Zele, 1964) is een Belgische kinesitherapeut. Hij is getrouwd en heeft één dochter (Angélique).

## Biografie
In 1987 studeert Maesschalck af te Gent als kinesitherapeut in de revalidatiewetenschappen. Eind jaren 80 neemt hij de praktijk over van zijn vader in Lebbeke. Tien jaar later opent hij zijn tweede kinesistenpraktijk in Berchem.
Tijdens de Olympische Zomerspelen van 1996 in Atlanta reist Maesschalck mee als extern consultant van de Belgische judo- en atletiekfederatie.
In 2001 start hij zijn eigen praktijk, Move To Cure. Samen met een team van kinesisten is hij gespecialiseerd in de behandeling van complexe orthopedische letsels. Bij Move To Cure komen zowel professionele als niet-professionele sporters over de vloer. Momenteel telt Move To Cure twee vestigingen: Jan Van Rijswijcklaan 162 (Antwerpen) en in Watermaal-Bosvoorde. Die laatste vestiging in Brussel werd geopend in 2016.
In 2006 was Maesschalck een tijdje externe consult fysiotherapeut bij voetbalclub AC Milan en werkte hij samen met Jean-Pierre Meersseman als consult in het Milan Lab. 
Sinds 2010 tot 2023 stond hij aan het hoofd van de Medische Staf van de Rode Duivels. Anno 2020 vaardigt Move to Cure telkens 5 leden af voor de medische staf van de nationale voetbalploeg.
Later in 2013 mocht de kinesitherapeut een eredoctoraat ontvangen van de Universiteit van Hasselt.  
Sinds 2015 is hij ook ambassadeur van het Belgische Special Olympics team en werd hij aangesteld tot Medical Coordinator in het European Training Centre for Australian Institute of Sport (2017). 
Sinds 2020 is Maesschalck lid geworden van de Algemene Vergadering van Orsi Academy vzw. 
Hij heeft een boek “Move” uitgebracht in 2020 met uitgeverij Borgerhoff&Lamberigts.
Sinds 2021 werkt hij als extern consultant voor de medische staf van FC Real Madrid
Sinds 2024 zetelt hij in de raad van bestuur van Special Olympics Belgium
Eind 2024 heeft hij een Gouden Palm in Kroonorde  verkregen